# Rio Cabeça
O Rio Cabeça, também chamado Rio da Cabeça,  é um rio brasileiro do Estado de São Paulo. É um afluente do rio Passa-Cinco.